# Korczew (województwo mazowieckie)

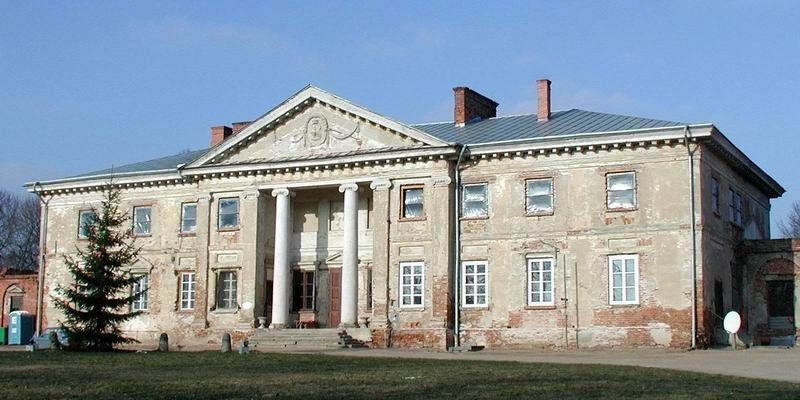
Pałac w Korczewie przed renowacją

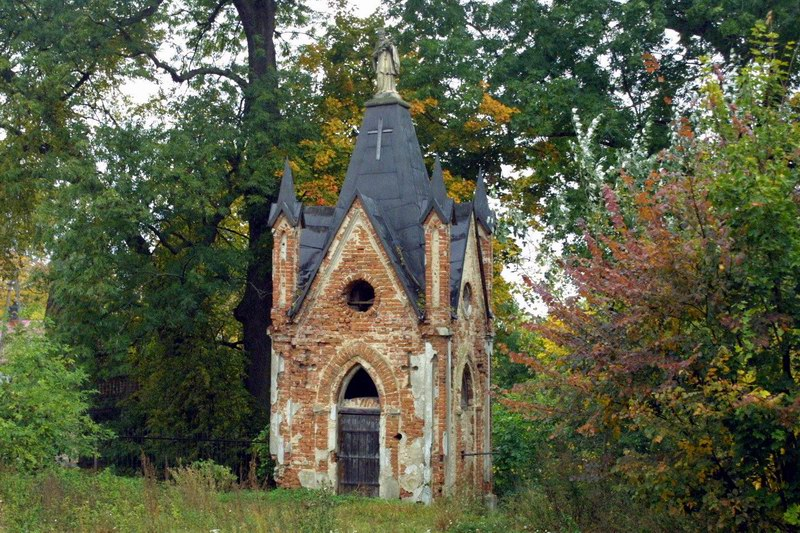
Studnia z Nepomukiem w parku pałacowym nad bijącym źródłem (tzw. Zdrój)

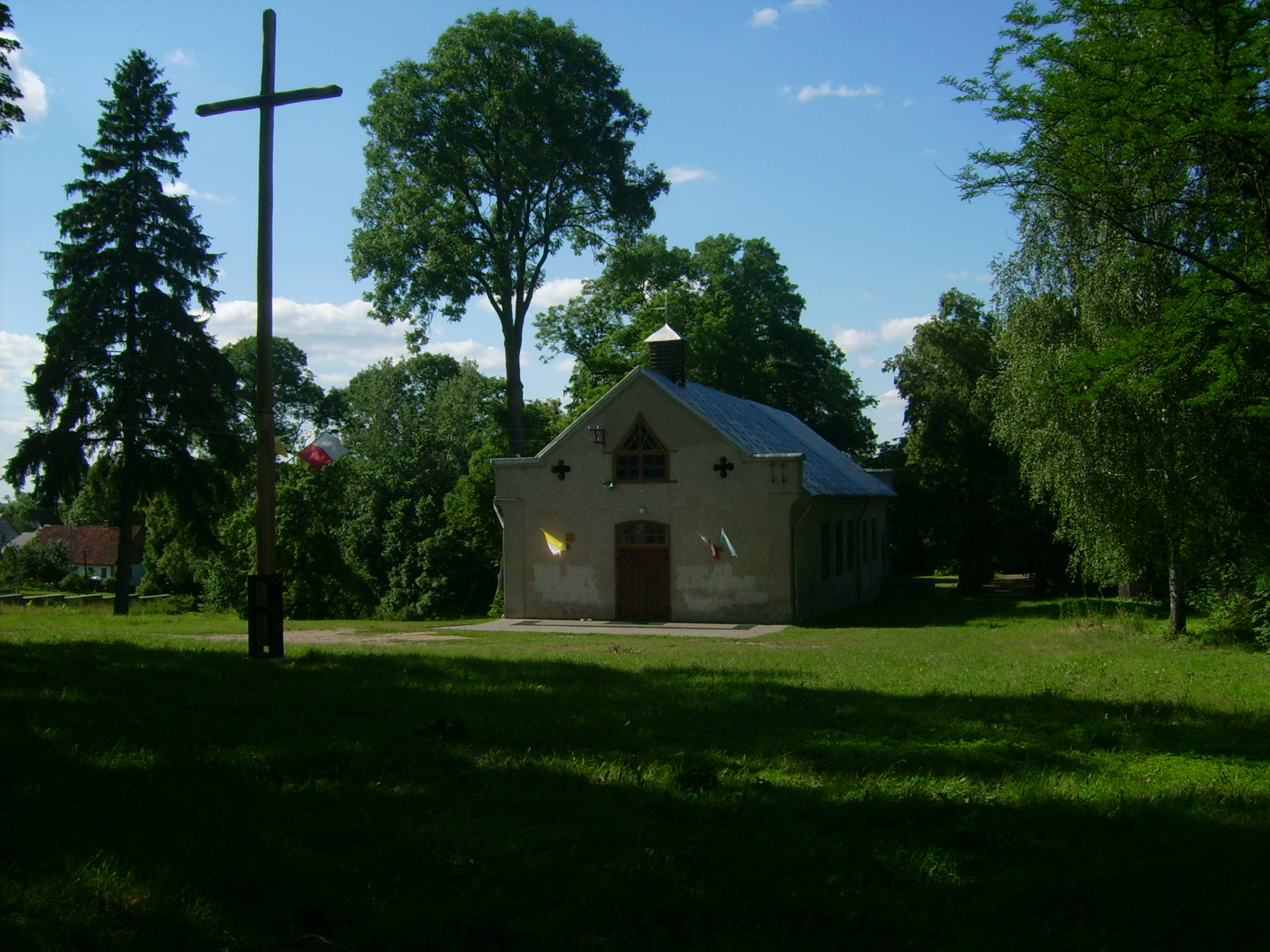
Kaplica (dawna oranżeria)

Korczew – wieś w Polsce, w województwie mazowieckim, w powiecie siedleckim. Jest siedzibą gminy Korczew. Ma status sołectwa.
W latach 1954–1972 wieś należała i była siedzibą władz gromady Korczew. W latach 1975–1998 miejscowość administracyjnie należała do województwa siedleckiego.
Wieś istniała już w I poł. XV wieku, przez kilkaset lat była ośrodkiem dużych dóbr prywatnych.
Wierni kościoła rzymskokatolickiego należą do parafii św. Stanisława Biskupa Męczennika i św. Anny w Knychówku.

## Położenie
Historia Korczewa związana jest z historycznym Podlasiem, choć administracyjnie należy do województwa mazowieckiego. Z punktu widzenia geograficznego znajduje się na granicy Wysoczyzny Siedleckiej i Podlaskiego Przełomu Bugu. Wieś wchodzi również w skład Nadbużańskiego Parku Krajobrazowego.
Korczew położony jest mniej więcej w równej odległości do najbliższych miast powiatowych (Łosice 19 km, Siemiatycze 30 km, Siedlce 33 km, Sokołów Podlaski 35 km), jak i miast wojewódzkich (Warszawa około 130 km, Białystok około 130 km, Lublin około 150 km).

## Historia
Najstarszym zabytkiem materialnym w Korczewie jest znajdujący się w pałacowym parku menhir, który stanowił prawdopodobnie obiekt kultu w czasach przedchrześcijańskich. Pierwsza pisana wzmianka o Korczewie pochodzi z roku 1401, kiedy to książę mazowiecki Janusz I nadał wieś Prejtorowi z Brześca. W owym okresie były to tereny sporne między Mazowszem a Litwą, co tłumaczy istnienie drugiego aktu nadania wsi przez wielkiego księcia litewskiego Witolda pochodzącego z 1416 roku.
W następnych latach dobra korczewskie przechodziły w ręce rodzin Hlebowiczów, Chaleckich oraz Lewickich. Z tego okresu nie zachowały się żadne elementy architektury, choć według lokalnych podań położony w parku dziewiętnastowieczny pałacyk „Syberia” leży na podwalinach starszej budowli. Punktem zwrotnym w dziejach Korczewa był zakup wsi z przyległościami przez kasztelana podlaskiego Wiktoryna Kuczyńskiego w 1712 roku. W 1734 zlecił on budowę murowanego pałacu Konceniemu Boniemu, który projektował wówczas dla Radziwiłłów. Budynek wzniesiony przez Boniego w stylu barokowym stoi do dziś, choć przebył liczne przebudowy.
Po trzecim rozbiorze Polski Korczew wszedł w skład monarchii habsburskiej. Natomiast po Kongresie Wiedeńskim w 1815 roku stał się częścią Królestwa Kongresowego.
Na początku XIX wieku Aleksander Kuczyński zlecił Franciszkowi Jaszczołdowi przeprojektowanie założenia pałacowego. Przebudował on pałac, rozplanował park angielski, wzniósł pałacyk letni zwany Syberią, oranżerię oraz studnię św. Jana. Wszystkie realizacje wykonał w typowej dla siebie stylistyce neogotyckiej. Żona Aleksandra Kuczyńskiego, Joanna z Wulfersów Kuczyńska, była adresatką obfitej korespondencji Cypriana Norwida, który dedykował jej wiersz „Do Pani na Korczewie”. Dziś w Korczewie znajduje się ulica oraz zespół szkół jego imienia.
Według niektórych źródeł podczas powstania styczniowego w dobrach korczewskich ukrywał się ks. Stanisław Brzóska, który wygłaszał również kazania w kościele parafialnym w Knychówku.
Pałac doznał szkód podczas pierwszej wojny światowej. Podczas remontu budynku przeprojektowano fasadę według szkiców Stanisława Noakowskiego, dawnego nauczyciela Wandy z Krafftów Ostrowskiej, żony Krystyna, właściciela pałacu. Jest to jeden z niewielu wykonanych projektów architektonicznych Noakowskiego, który słynął przede wszystkim jako teoretyk. Kierownikiem remontu został Marian Walentynowicz, słynący jako ilustrator książek o Koziołku Matołku.
Po upadku kampanii wrześniowej, Korczew wszedł w skład Generalnego Gubernatorstwa pod zarządem III Rzeszy. W pałacu zorganizowano wówczas najpierw jednostkę Grenzschutzkommando, czyli straży granicznej, a następnie Ernteschutzkommando, czyli jednostki, która zarządzała upaństwowionymi dobrami Krystyna Ostrowskiego. Podczas drugiej wojny światowej wojska niemieckie wyniszczyły korczewską społeczność żydowską w obozie pracy w Szczeglacinie oraz getcie w Sokołowie Podlaskim. Budynek pałacu doznał największych szkód w okresie powojennym, po objęciu reformą rolną. W 1989 zespół parkowo-pałacowy odkupiły córki Krystyna Ostrowskiego, Renata Ostrowska oraz Beata Ostrowska-Harris. 10 listopada 2021 pałac doznał poważnych uszkodzeń w wyniku pożaru (m.in. spłonął dach).

## Atrakcje turystyczne
- zespół pałacowo-parkowy wzniesiony w stylu barokowym w latach 1734–1736, potem przebudowany na neogotyk połączony dwiema galeriami z oficynami. Według miejscowej legendy miejskiej po tym pałacu chodziła Biała Dama[21].
- letni pałacyk Syberia z początku XIX w. według projektu Franciszka Jaszczołda
- krajobrazowy park pałacowy zaprojektowany w I połowie XIX w. przez Franciszka Jaszczołda
- dawna oranżeria z 1840 projektu Franciszka Jaszczołda, w latach 20. XX w. przekształcona w kaplicę, potem przemurowana
- biała, drewniana studzienka w stylu gotyckim
- przy bramie wjazdowej stróżówka zwana basztą lub kordegardą
- pionowy głaz przy alei grabowej, menhir – według tradycji z czasu kultu Boga Słońce, niegdyś w pobliżu wzniesiona była sztuczna ruina
- ogrodzenie neogotyckie i neobarokowe z I poł. XIX i XX w.
- drewniana karczma z przełomu XVIII i XIX w.
- we wschodniej części rezerwat przyrody Dębniak, na północ od wsi rezerwat przyrody Przekop

W XVII wieku dla tutejszej społeczności wzniesiono prawosławną parafialną cerkiew w Korczewie, o której losach wiadomo niewiele i która nie zachowała się do dziś. W następstwie unii brzeskiej cerkiew przekazana została unitom dzieląc ruską społeczność na unitów i dyzunitów.
We wsi wytwarzane są tradycyjne wyroby młynarskie Eko-Mega Młyny Wodne, które w 2006 wyróżniono perłą w konkursie „Nasze Kulinarne Dziedzictwo”.

## Transport

### Drogi
W Korczewie zbiega się 5 dróg powiatowych:
- Siedlce – Korczew
- Łosice – Korczew
- Sawice – Czaple-Andrelewicze – Korczew
- Hruszew – Tokary – Drażniew – Laskowice – Korczew
- Drażniew – Przekop – Korczew

9 km od miejscowości przebiega droga krajowa 62 Włocławek – Wyszków – Węgrów – Siemiatycze.

### Kolej
Najbliższa stacja kolejowa – Niemojki (linia kolejowa nr 31) – znajduje się w odległości 13 km.

### Komunikacja dalekobieżna
Połączenia autobusowe zapewniają następujący przewoźnicy:
- PKS Siedlce – w kierunku Łosic, Mogielnicy, Siedlec oraz Tokar
- PKS Łosice – w kierunku Białej Podlaskiej, Łosic, Mogielnicy, Siedlec, Sokołowa Podlaskiego, Tokar oraz Warszawy
- PKS Sokołów Podlaski – w kierunku Łosic, Mogielnicy, Sokołowa Podlaskiego, Warszawy oraz Starczewic
- Jares – w kierunku Siedlec

## Kultura i edukacja
- Pałac w Korczewie wraz z parkiem angielskim
- Gminna Biblioteka Publiczna
- Zespół Placówek Oświatowych
  - Publiczne Gimnazjum im. Cypriana Kamila Norwida
  - Publiczna Szkoła Podstawowa
  - Gminne Przedszkole Publiczne

## Inne obiekty użyteczności publicznej
- Leśniczówka Leśnictwa Korczew Nadleśnictwa Sarnaki
- Oddział Banku Spółdzielczego w Siedlcach
- Posterunek Energetyczny Rejonu Energetycznego Siedlce Zakładu Energetycznego Warszawa – Teren S.A.
- Remiza Ochotniczej Straży Pożarnej
- Urząd pocztowy